# I Am Alive in Everything I Touch
I Am Alive in Everything I Touch – ósmy album studyjny kanadyjskiej grupy Silverstein, wydany 19 maja 2015 nakładem Rise Records.

## Utwory
Rozdział 1 – „Borealis”
1. „Toronto (Abridged)” – 0:46 {Toronto}
2. „A Midwestern State Of Emergency” – 3:35 {Detroit}
3. „Face Of The Earth – 3:03 {Chicago}
Rozdział 2 – „Austeralis”
4. „Heaven, Hell And Purgatory” – 2:57 {Atlanta}
5. „Buried At Sea” – 3:06 {Pensacola}
6. „Late On 6th” – 5:05 {Austin}
Rozdział 3 – „Zephyrus”
7. „Milestone” – 3:28 {Los Angeles}
8. „The Continual Condition” – 3:30 {Las Vegas}
9. „Desert Nights” – 3:02 {Phoenix}
Rozdział 4 – „Eurus”
10. „In The Dark” – 3:27 {Brooklyn, Nowy Jork}
11. „Je Me Souviens” – 3:27 {Montreal}
12. „Toronto (Unabridged)” – 5:01 {Toronto}

## Twórcy
Skład zespołu
- Shane Told – śpiew
- Josh Bradford – gitara rytmiczna
- Paul-Marc Rousseau – gitara prowadząca
- Paul Koehler – perkusja
- Billy Hamilton – gitara basowa, fotografie

Inni zaangażowani
- Martin Wittfooth – oprawa graficzna
- Anna Jarvis – wiolonczela
- Chris Cosentino – inżynieria
- Jordan Valeriote – produkcja, inżynieria, miksowanie
- Joao Carvalho – mastering

## Opis
Materiał nagrano w The Post Office (Liberty Village, Toronto) i Metalworks Studios (Mississauga), zmiksowano w Sundown Studio, a mastering wykonano w Joao Carvalho Mastering.
Album promowały teledyski do utworów „A Midwestern State Of Emergency” (2015, reż. Max Moore), „Face of the Earth” (2015), „The Continual Condition” (2016), „Toronto (Unabridged)” (2016, reż. Wyatt Clough, Roger Galvez).
Płyta stanowi album koncepcyjny. Rozdziały dotyczą regionu geograficznego, a pojedyncze piosenki – miast. Konkretnie płyta zaczyna i kończy się w Toronto. Odniesienia do każdego z miejsce wiąże się z pozytywnymi wspomnieniami członków grupy w trakcie jej istnienia i z tego powodu wydawnictwo ma charakter autobiograficzny. Według Shane'a Tolda teksty są oparte na nostalgii, na retrospekcji, czasem z domieszką żalu, ale też odrobiną uśmiechu i stanowią zrzucenie winy na błędy młodości.
Reedycję albumu wydano w 2024.